# Córdoba Open 2020
Córdoba Open 2020 — тенісний турнір, що проходив на ґрунтових кортах у місті Кордова (Аргентина) з 3 по 9 лютого. Належав до категорії ATP 250.

## Фінальна частина

### Одиночний розряд
Крістіан Гарін —  Дієго Шварцман 2–6, 6–4, 6–0

### Парний розряд
Марсело Демолінер /  Матве Мідделкоп —  Леонардо Маєр /  Андрес Мольтені 6–3, 7–6(7–4)